# 조크 실바
조크 실바(Joke Silva, 1961년 9월 29일 ~ )는 나이지리아의 배우이다. 제2회(2006년) 아프리카 영화 아카데미상 여우주연상 수상자이다.

## 같이 보기
- 박애주의